# Michael Ratajczak
 (février 2013).
Michael Ratajczak est un footballeur allemand, né le 30 avril 1982 à Herne. Il évolue comme gardien de but.

## Palmarès

### En club
Vierge